# Wschodnie Visayas

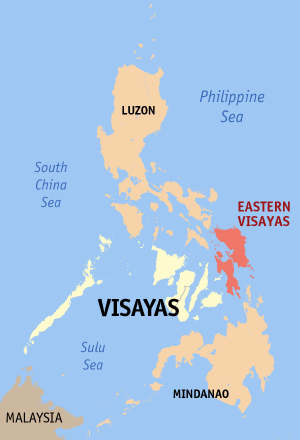
Położenie regionu Wschodnie Visayas

Wschodnie Visayas (Region VIII) – jeden z 17 regionów Filipin, położony we wschodniej części Visayas.
Jest jednym z dwóch regionów obok MIMAROPA niemających granicy lądowej z innym regionem. W skład regionu wchodzi 6 prowincji: 
- Biliran
- Eastern Samar
- Leyte
- Northern Samar
- Samar
- Southern Leyte

Ośrodkiem administracyjnym jest miasto Tacloban w prowincji Leyte.
Powierzchnia regionu wynosi 21 432 km². W 2010 roku jego populacja liczyła 4 101 322 mieszkańców.